# 1606 az irodalomban
Az 1606. év az irodalomban.

## Események
- William Shakespeare Macbethjének bemutatója Londonban.
- Ben Jonson Volpone vagy a pénz komédiája (Volpone, or The Fox) című vígjátékának bemutatója Londonban.

## Születések
- március 3. (keresztelés napja) – William Davenant angol költő, drámaíró és színházi vállalkozó († 1668)
- június 6. – Pierre Corneille francia klasszicista drámaíró († 1684)
- ? – Frang Bardhi, latinul Franciscus Blancus albán egyházi vezető, szótáríró és történetíró († 1643)

## Halálozások
- március 23. – Justus Lipsius holland jogfilozófus és filológus (* 1547)
- október 5. – Philippe Desportes francia barokk költő 1546)
- ? – John Lyly angol regény- és drámaíró, az angol manierizmus kiemelkedő képviselője (* 1553 vagy 1554)